# 66è Festival Internacional de Cinema de Canes
El 66è Festival Internacional de Cinema de Canes es va dur a terme del 15 al 26 de maig de 2013. Steven Spielberg fou el president del jurat de la competició principal. La directora neozelandesa Jane Campion fou la presidenta del jurat de les seccions Cinéfondation i Curtmetratges. L'actriu francesa Audrey Tautou fou la mestressa de les cerimònies d'apertura i clausura. L'actriu Kim Novak fou nomenada hostessa d'honor i va introduir una nova versió restaurada de la pel·lícula d'Alfred Hitchcock Vertigo.
El festival va obrir amb The Great Gatsby, dirigida per Baz Luhrmann i va tancar amb Zulú, dirigida per Jérôme Salle. El pòster del festival mostra Paul Newman i la seva esposa Joanne Woodward. The Bling Ring, dirigida per Sofia Coppola, va obrir la secció Un Certain Regard.
La pel·lícula La Vie d'Adèle – Chapitres 1 & 2 va guanyar la Palma d'Or. Amb un moviment sense precedents, juntament amb el director, el jurat va decidir prendre el "pas excepcional" de concedir a les dues actrius principals de la pel·lícula, Adèle Exarchopoulos i Léa Seydoux la Palma d'Or.
Amb motiu dels 100 anys de cinema indi, l'Índia va ser el país convidat oficial del Festival de Cinema de Canes de 2013. Es van estrenar set llargmetratges indis entre diverses seccions del festival. L'actriu Vidya Balan va ser un dels membres del jurat oficial del festival. La primera exhibició Incredible India, amb la participació conjunta del Ministeri de Turisme i del Ministeri d'Informació i Radiodifusió, va ser inaugurat pel delegat de l'Índia Chiranjeevi.

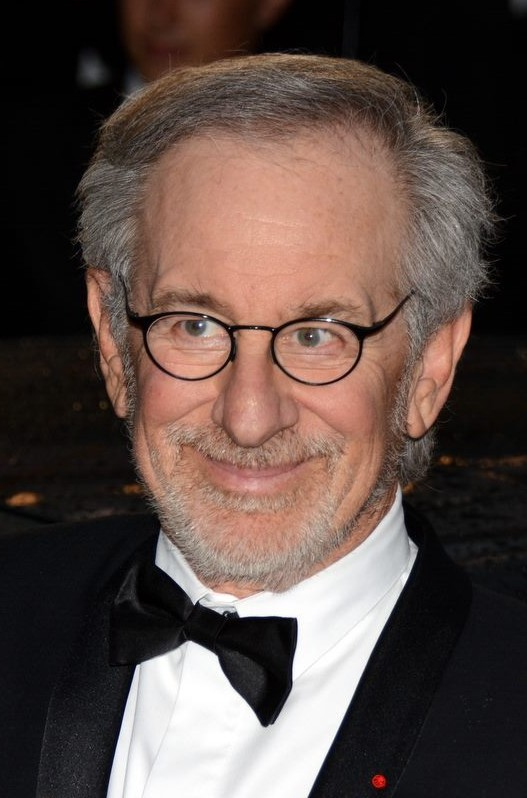
Steven Spielberg, President del jurat de la competició principal

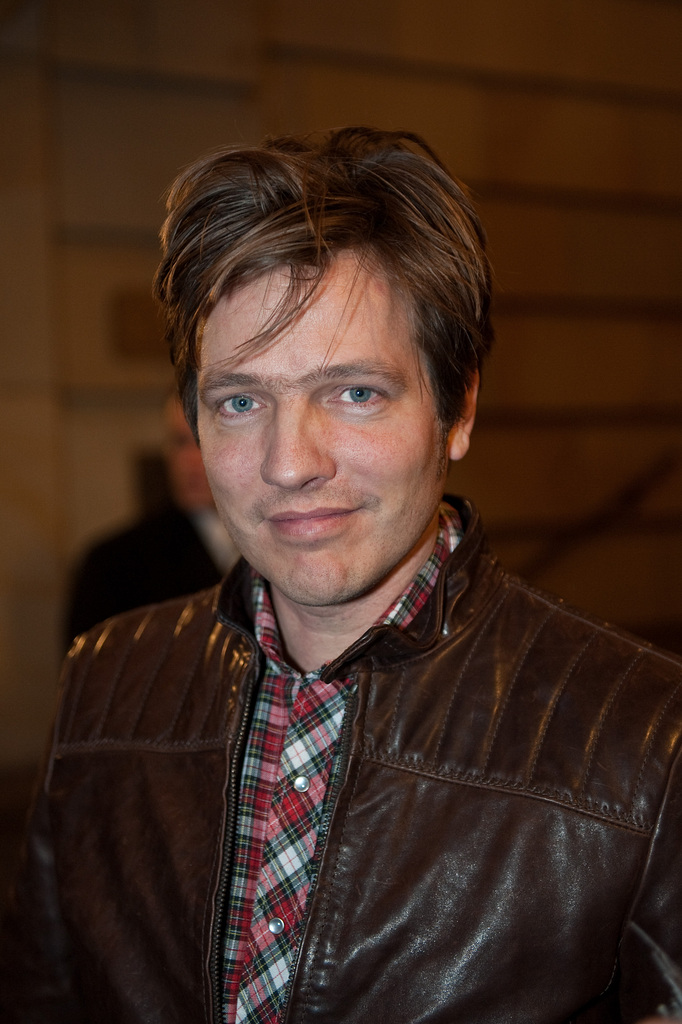
Thomas Vinterberg, President del jurat d'Un Certain Regard

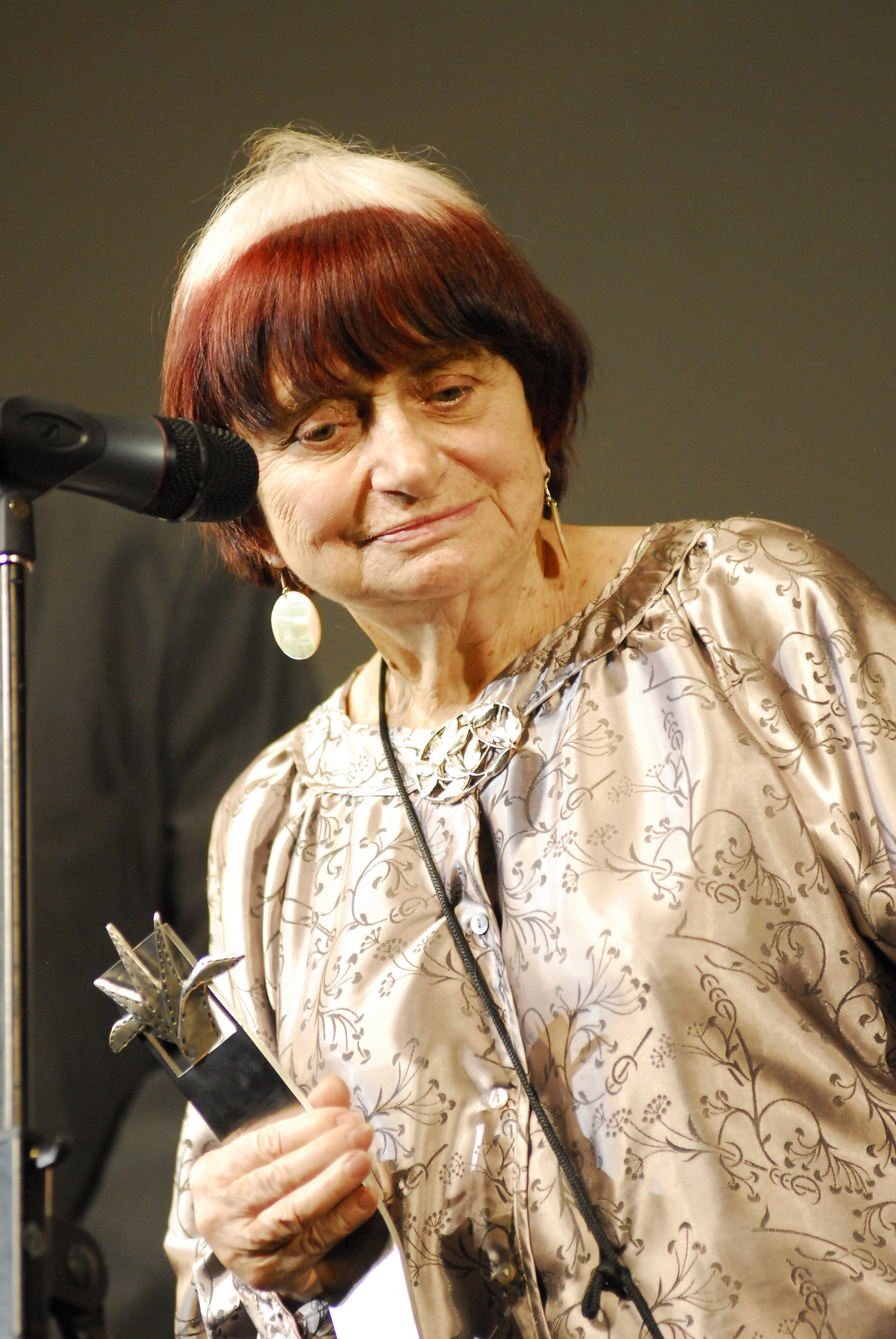
Agnès Varda, President del jurat Caméra d'Or

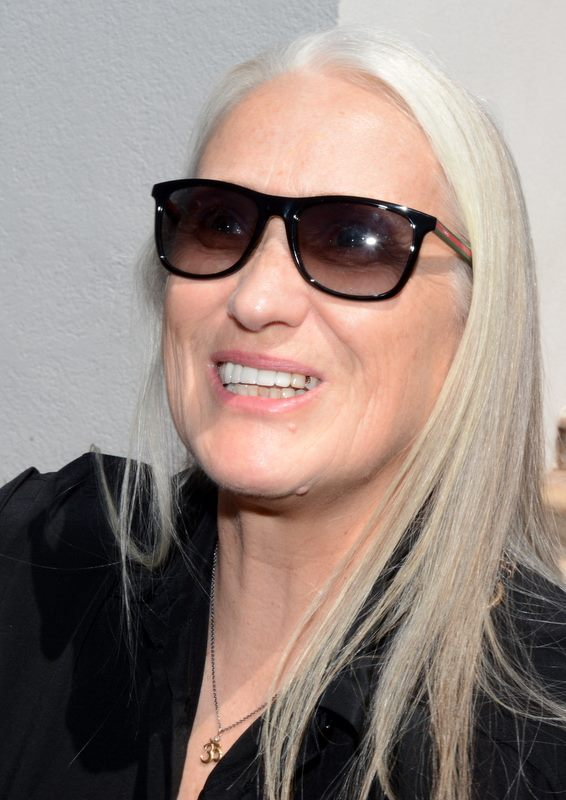
Jane Campion, President del jurat Cinéfondation i Curtmetratges

## Jurat

### Competició principal
- Steven Spielberg, president del Jurat[19]
- Daniel Auteuil, actor francès
- Vidya Balan, actriu índia
- Naomi Kawase, director japonès
- Ang Lee, director taiwanès
- Nicole Kidman, actriu australiana
- Cristian Mungiu, director romanès
- Lynne Ramsay, director escocès
- Christoph Waltz, actor alemany

### Un Certain Regard
- Thomas Vinterberg, director danès, president[20]
- Zhang Ziyi, actriu xinesa
- Ludivine Sagnier, actriu francesa
- Ilda Santiago, director del Festival do Rio
- Enrique Gonzalez Macho, productor i distribuïdor espanyol

### Cinéfondation i curtmetratges
- Agnès Varda, directora francesa, President[20]
- Isabel Coixet, directora espanyola
- Régis Wargnier, director francès
- Chloe Rolland, Syndicat de la Critique
- Michel Abramowicz, AFC
- Eric Guirado, SRF
- Gwenole Bruneau, FICAM

### Càmera d'Or
- Jane Campion, presidenta
- Maji-da Abdi, actriu etíop
- Nicoletta Braschi, actriu i productora italiana
- Nandita Das, actriu i directora índia
- Semih Kaplanoğlu, director turc

### Jurats independents
El següent jurat independent va premiar les pel·lícules en el marc de la Setmana Internacional de la Crítica.
Gran Premi Nespresso
- Miguel Gomes, director portuguès, President
- Dennis Lim, critic estatunidenc
- Alin Taşçıyan, crític turc
- Neil Young, crític anglès
- Alex Vicente, periodista espanyol

Premi Discovery al millor curtmetratge
- Mia Hansen-Løve, directora francesa, President
- Brad Deane, cineasta canadenc
- Savina Neirotti, programadora del Col·legi Biennale de Cinema
- Johannes Palermos, coordinador del programa del Festival Internacional de Cinema d'Estocolm
- Lorna Tee, productor malai

Premi France 4 Visionary
- Mia Hansen-Løve, directora francesa, President
- Luo Jin, crític xinès
- Eren Odabasi, crític turc
- Thiago Stivaletti, crític brasiler
- Simon Pellegry, crític francès

## Selecció oficial

### En competició – pel·lícules
Les següents pel·lícules competiren per la Palma d'Or: El guanyador de la Palma d'Or ha estat il·luminat.
| Títol original                            | Director(s)            | País                     |
| ----------------------------------------- | ---------------------- | ------------------------ |
| Behind the Candelabra                     | Steven Soderbergh      | Estats Units             |
| La Vie d'Adèle – Chapitres 1 & 2          | Abdellatif Kechiche    | França, Bèlgica, Espanya |
| Borgman                                   | Alex van Warmerdam     | Països Baixos            |
| Un château en Italie                      | Valeria Bruni Tedeschi | França                   |
| 'La grande bellezza                       | Paolo Sorrentino       | Itàlia, França           |
| Grigris                                   | Mahamat Saleh Haroun   | Txad                     |
| Heli                                      | Amat Escalante         | Mèxic                    |
| The Immigrant                             | James Gray             | Estats Units             |
| Inside Llewyn Davis                       | Joel i Ethan Coen      | Estats Units             |
| Jimmy P: Psychotherapy of a Plains Indian | Arnaud Desplechin      | França                   |
| Soshite Chichi ni Naru                    | Hirokazu Koreeda       | Japó                     |
| Michael Kohlhaas                          | Arnaud des Pallières   | França, Alemanya         |
| Nebraska                                  | Alexander Payne        | Estats Units             |
| Only God Forgives                         | Nicolas Winding Refn   | França, Dinamarca        |
| Only Lovers Left Alive                    | Jim Jarmusch           | Regne Unit, Alemanya     |
| Le Passé                                  | Asghar Farhadi         | França, Iran             |
| Wara no Tate                              | Takashi Miike          | Japó                     |
| Tiān zhùdìng                              | Jia Zhangke            | R.P. de la Xina          |
| La Vénus à la fourrure                    | Roman Polanski         | França                   |
| Jeune et jolie                            | François Ozon          | França                   |

### Un Certain Regard
Les següents pel·lícules foren seleccionades per competir a Un Certain Regard: El guanyador del premi Un Certain Regard ha estat il·luminat.
| Títol original                 | Director(s)        | País               |
| ------------------------------ | ------------------ | ------------------ |
| As I Lay Dying                 | James Franco       | Estats Units       |
| Les Salauds                    | Claire Denis       | França             |
| Bends (CdO)                    | Flora Lau          | Hong Kong          |
| The Bling Ring                 | Sofia Coppola      | Estats Units       |
| Death March                    | Adolfo Alix, Jr.   | Filipines          |
| Fruitvale Station (CdO)        | Ryan Coogler       | Estats Units       |
| Wakolda                        | Lucía Puenzo       | Argentina, Espanya |
| La jaula de oro (CdO)          | Diego Quemada-Diez | Mèxic              |
| Grand Central                  | Rebecca Zlotowski  | França             |
| Dast-Neveshtehaa Nemisoozand   | Mohammad Rasoulof  | Iran               |
| Miele (CdO)                    | Valeria Golino     | Itàlia, França     |
| L'image manquante              | Rithy Panh         | Cambodja           |
| My Sweet Pepper Land           | Huner Saleem       | França, Alemanya   |
| Norte, hangganan ng kasaysayan | Lav Diaz           | Filipines          |
| Tore tanzt (CdO)               | Katrin Gebbe       | Alemanya           |
| Omar                           | Hany Abu-Assad     | Palestina          |
| Sarah préfère la course (CdO)  | Chloé Robichaud    | Canadà             |
| L'Inconnu du lac               | Alain Guiraudie    | França             |

(CdO) indica pel·lícula elegible a la Caméra d'Or a la pel·lícula de debut.

### Pel·lícules fora de competició
Les següents pel·lícules foren seleccionades per ser projectades fora de competició:
| Títol original                           | Director(s)                                                 | País                 |
| ---------------------------------------- | ----------------------------------------------------------- | -------------------- |
| All Is Lost                              | J. C. Chandor                                               | Estats Units         |
| Blood Ties                               | Guillaume Canet                                             | França, Estats Units |
| The Great Gatsby – pel·lícula d'apertura | Baz Luhrmann                                                | Estats Units         |
| Le dernier des injustes                  | Claude Lanzmann                                             | França               |
| Zulú – pel·lícula de clausura            | Jérôme Salle                                                | França               |
| Projecció de gala                        |                                                             |                      |
| Bombay Talkies                           | Anurag Kashyap, Karan Johar, Zoya Akhtar & Dibakar Banerjee | Índia                |
| Tribut a Jerry Lewis                     |                                                             |                      |
| Max Rose                                 | Daniel Noah                                                 |                      |
| Projeccions a Mitjanit                   |                                                             |                      |
| Máng tàn 盲探                            | Johnnie To                                                  | Hong Kong            |
| Monsoon Shootout (CdO)                   | Amit Kumar                                                  | Índia                |

(CdO) indica pel·lícula elegible a la Caméra d'Or a la pel·lícula de debut.

### Projeccions especials
Les següents pel·lícules foren mostrades com a projeccions especials.
| Títol original                | Director(s)                  | País         |
| ----------------------------- | ---------------------------- | ------------ |
| Otdat konci                   | Taisia Igumentseva           |              |
| Muhammad Ali's Greatest Fight | Stephen Frears               |              |
| Return to Nuke 'Em High Vol.1 | Lloyd Kaufman                | Estats Units |
| Seduced and Abandoned         | James Toback                 |              |
| Stop the Pounding Heart       | Roberto Minervini            |              |
| Weekend of a Champion         | Frank Simon i Roman Polanski |              |

### Cinéfondation
La secció Cinéfondation se centra en les pel·lícules realitzades per estudiants a les escoles de cinema. Es van seleccionar les 18 entrades següents (14 pel·lícules de ficció i 4 pel·lícules d'animació), de 1.550 presentacions procedents de 277 escoles diferents. Un terç de les pel·lícules seleccionades van representar escoles competidores per primera vegada. També va ser la primera vegada que es va seleccionar a Cinéfondation una pel·lícula xilena. El guanyador del primer premi Cinéfondation ha estat il·luminat.
| Títol original                    | Director(s)                   | Escola                                               |
| --------------------------------- | ----------------------------- | ---------------------------------------------------- |
| Au-delà de l'hiver                | Jow Zhi Wei                   | Le Fresnoy, França                                   |
| Asunción                          | Camila Luna Toledo            | Universitat Catòlica Pontifícia, Xile                |
| בבגה / Babaga                     | Gan de Lange                  | Sam Spiegel Film and Television School, Israel       |
| Danse Macabre                     | Małgorzata Rżanek             | Academy of Fine Arts in Warsaw, Polònia              |
| دوئت / Duet                       | Navid Danesh                  | Karnameh Film School, Iran                           |
| Exile                             | Vladilen Vierny               | La Fémis, França                                     |
| Contrafábula de una niña disecada | Alejandro Iglesias Mendizábal | Centro de Capacitación Cinematográfica, Mèxic        |
| Going South                       | Jefferson Moneo               | Columbia University, Estats Units                    |
| O Šunce                           | Eliška Chytková               | Universitat Tomas Bata a Zlín, Txèquia               |
| În acvariu                        | Tudor Cristian Jurgiu         | UNATS, Romania                                       |
| 선 / Seon                         | Kim Soo-jin                   | Chung-Ang University, Corea del Sud                  |
| The Magnificent Lion Boy          | Ana Caro                      | National Film and Television School, Regne Unit      |
| Needle                            | Anahita Ghazvinizadeh         | School of the Art Institute of Chicago, Estats Units |
| Норма жизни / Norma zhizni        | Evgeny Byalo                  | BKCP, Rússia                                         |
| Pandy                             | Matúš Vizár                   | FAMU, Txèquia                                        |
| Stepsister                        | Joey Izzo                     | San Francisco State University, Estats Units         |
| Mañana todas las cosas            | Sebastián Schjaer             | Universidad del Cine, Argentina                      |
| En attendant le dégel             | Sarah Hirtt                   | INSAS, Bèlgica                                       |

### Curtmetratges en competició
Els següents curtmetratges, seleccionats d'entre 3.500, competien per Palma d'Or al millor curtmetratge. El guanyador de la Palma d'Or ha estat il·luminat.
| Títol original                            | Director(s)                 | País                |
| ----------------------------------------- | --------------------------- | ------------------- |
| 37˚4 S                                    | Adriano Valerio             | França              |
| Condom Lead                               | Arab and Tarzan             | Palestina           |
| 隕石とインポテンツ / Inseki to Inpotentsu | Omoi Sasaki                 | Japó                |
| Mont Blanc                                | Gilles Coulier              | Bèlgica             |
| بیشتر از دو ساعت / Bishtar Az Do Saat     | Ali Asgari                  | Iran                |
| Olena                                     | Elżbieta Benkowska          | Polònia             |
| Ophelia                                   | Annarita Zambrano           | França              |
| 세이프 / Seipeu                           | Moon Byoung-gon             | Corea del Sud       |
| Hvalfjörður                               | Guðmundur Arnar Guðmundsson | Dinamarca, Islàndia |

### Cannes Classics
El Festival utilitza els Clàssics de Cannes per posar el focus en obres mestres redescobertes o restaurades del passat, o les que han estat reeditades als cinemes o en DVD.
| Títol original               | Director(s)           | País         |
| ---------------------------- | --------------------- | ------------ |
| Tribut                       |                       |              |
| Opium                        | Arielle Dombasle      | França       |
| Documentals sobre Cinema     |                       |              |
| Con la pata quebrada         | Diego Galán Fernández | Espanya      |
| Shepard & Dark               | Treva Wurmfeld        | Estats Units |
| A Story of Children and Film | Mark Cousins          | Regne Unit   |
| Pel·lícules restaurades      |                       |              |

| Títol original                             | Director(s) | País                                |
| ------------------------------------------ | --- | ----------------------------------- |
| The Apprenticeship of Duddy Kravitz (1974) | Ted Kotcheff | Canadà                              |
| Sanma no aji (1962) 秋刀魚の味             | Yasujirō Ozu | Japó                                |
| La Belle et la Bête (1946)                 | Jean Cocteau | França                              |
| Charulata (1964)                           | Satyajit Ray | Índia                               |
| Cleopatra (1963)                           | Joseph L. Mankiewicz                                                                                                   | Estats Units, Regne Unit            |
| Gruppo di famiglia in un interno (1974)    | Luchino Visconti | Itàlia, França                      |
| Il deserto dei Tartari (1976)              | Valerio Zurlini | Itàlia, França, Alemanya            |
| Fedora (1978)                              | Billy Wilder | Estats Units                        |
| Goha (1958)                                | Jacques Baratier | França, Tunísia                     |
| La Grande Bouffe (1973)                    | Marco Ferreri | Itàlia, França                      |
| Hiroshima mon amour (1959)                 | Alain Resnais | França, Japó                        |
| Le Joli Mai (1963)                         | Chris Marker, Pierre Lhomme                                                                                            | França                              |
| The Last Detail (1973)                     | Hal Ashby | Estats Units                        |
| The Last Emperor 3D (1987)                 | Bernardo Bertolucci | R.P. de la Xina, Regne Unit, Itàlia |
| Lucky Luciano (1973)                       | Francesco Rosi | Itàlia                              |
| Plein Soleil (1960)                        | René Clément | França                              |
| La reine Margot (1994)                     | Patrice Chéreau | França                              |
| Les Parapluies de Cherbourg (1964)         | Jacques Demy | França                              |
| Visions of Eight (1973)                    | Miloš Forman, Claude Lelouch, Yuri Ozerov Mai Zetterling, Kon Ichikawa, John Schlesinger Arthur Penn, Michael Pfleghar | Estats Units                        |
| World Cinema Foundation                    | |                                     |

| Maynila sa mga kuko ng liwanag (1975) | Lino Brocka     | Filipines |
| Borom Sarret (curt, 1963)             | Ousmane Sembene | Senegal   |

### Cinéma de la Plage
Cinéma de la Plage és una part de la Secció Oficial del festival. Les projeccions a l'aire lliure a la platja de Canes són obertes al públic.
| Títol original                                      | Director(s)                             | País                         |
| --------------------------------------------------- | --------------------------------------- | ---------------------------- |
| Le Grand Bleu (1988)                                | Luc Besson                              | França, Estats Units, Itàlia |
| The Birds (1963)                                    | Alfred Hitchcock                        | Estats Units                 |
| Bollywood: The Greatest Love Story Ever Told (2011) | Rakeysh Omprakash Mehra, Jeff Zimbalist | Índia                        |
| The General (1926)                                  | Clyde Bruckman, Buster Keaton           | Estats Units                 |
| Jaws (1975)                                         | Steven Spielberg                        | Estats Units                 |
| Jour de fête (1949)                                 | Jacques Tati                            | França                       |
| The Ladies Man (1961)                               | Jerry Lewis                             | Estats Units                 |
| Safety Last! (1923)                                 | Fred C. Newmeyer, Sam Taylor            | Estats Units                 |
| Siméon (1992)                                       | Euzhan Palcy                            | França                       |
| L'homme de Rio (1963)                               | Philippe De Broca                       | Itàlia, França               |

## Seccions paral·leles

### Setmana Internacional dels Crítics
La programació de la Setmana de la Crítica fou anunciada el 22 d'abril. Hi foren seleccionades les següents pel·lícules:
Pel·lícules - El guanyador del Grand Prix Nespresso ha estat il·luminat.
| Títol original                    | Director(s)                       | País                    |
| --------------------------------- | --------------------------------- | ----------------------- |
| Le Démantèlement                  | Sébastien Pilote                  | Canadà                  |
| For Those in Peril (CdO)          | Paul Wright                       | Regne Unit              |
| The Lunchbox (CdO) (Dabba)        | Ritesh Batra                      | Índia, França, Alemanya |
| The Major Майор'                  | Yuri Bykov                        | Rússia                  |
| Nos héros sont morts ce soir(CdO) | David Perrault                    | França                  |
| Los dueños (CdO)                  | Agustín Toscano, Ezequiel Radusky | Argentina               |
| Salvo (CdO)                       | Fabio Grassadonia, Antonio Piazza | Itàlia, França          |
| Suzanne                           | Katell Quillévéré                 | França                  |

(CdO) indica pel·lícula elegible a la Caméra d'Or a la pel·lícula de debut.
Curtmetratges – El guanyador del premi Canal+ ha estat il·luminat.
| Títol original            | Director(s)      | País                    |
| ------------------------- | ---------------- | ----------------------- |
| Agit Pop                  | Nicolas Pariser  | França                  |
| Breathe Me                | Eun-young Han    | Corea del Sud           |
| Komm und spiel            | Daria Belova     | Alemanya                |
| La Lampe au beurre de yak | Wei Hu           | R.P. de la Xina, França |
| Océan                     | Emmanuel Laborie | França                  |
| The Opportunist           | David Lassiter   | Estats Units            |
| Pátio                     | Aly Muritiba     | Brasil                  |
| Pleasure                  | Ninja Thyberg    | Suècia                  |
| Tau Seru                  | Rodd Rathjen     | Índia, Austràlia        |
| Vikingar                  | Magali Magistry  | França, Islàndia        |

Projeccions especials
| Títol original                      | Director(s)   | País         |
| ----------------------------------- | ------------- | ------------ |
| Ain't Them Bodies Saints            | David Lowery  | Estats Units |
| Les rencontres d'après minuit (CdO) | Yann Gonzalez | França       |

(CdO) indica pel·lícula elegible a la Caméra d'Or a la pel·lícula de debut.

### Quinzena dels directors
La programació de la Quinzena dels directors fou anunciada en conferència de premsa del 23 d'abril i hi foren seleccionades les següents pel·lícules:
Pel·lícules – El guanyador del premi Art Cinema (i del Prix SACD) ha estat il·luminat.
| Títol original                           | Director(s)          | País                      |
| ---------------------------------------- | -------------------- | ------------------------- |
| Les Apaches                              | Thierry de Peretti   | França                    |
| Até Ver a Luz                            | Basil da Cunha       | Suïssa                    |
| Blue Ruin                                | Jeremy Saulnier      | Estats Units              |
| The Congress                             | Ari Folman           | Israel, Alemanya, Polònia |
| La danza de la realidad                  | Alejandro Jodorowsky | França                    |
| L'Escale (CdO)                           | Kaveh Bakhtiari      | Suïssa, França            |
| La Fille du 14 Juillet (CdO)             | Antonin Peretjako    | França                    |
| Henri                                    | Yolande Moreau       | França                    |
| Ilo Ilo (CdO)                            | Anthony Chen         | Singapur                  |
| Jodorowsky's Dune                        | Frank Pavich         | Estats Units, França      |
| The Last Days on Mars (CdO)              | Ruairí Robinson      | Regne Unit                |
| Magic Magic                              | Sebastian Silva      | Estats Units              |
| Les garçons et Guillaume, à table! (CdO) | Guillaume Gallienne  | França                    |
| On the Job                               | Erik Matti           | Filipines                 |
| The Selfish Giant                        | Clio Barnard         | Regne Unit                |
| A Strange Course of Events               | Raphaël Nadjari      | Israel, França            |
| El verano de los peces voladores         | Marcela Said         | França, Xile              |
| Tip Top                                  | Serge Bozon          | França                    |
| Ugly                                     | Anurag Kashyap       | Índia                     |
| Un Voyageur                              | Marcel Ophüls        | França                    |
| We Are What We Are                       | Jim Mickle           | Estats Units              |

(CdO) indica pel·lícula elegible a la Caméra d'Or a la pel·lícula de debut.
Curtmetratges
| Títol original                                                             | Director(s)           | País                        |
| -------------------------------------------------------------------------- | --------------------- | --------------------------- |
| Gambozinos                                                                 | João Nicolau          | Portugal, França            |
| Lágy eső                                                                   | Dénes Nagy            | Hongria, Bèlgica            |
| Le quepa sur la vilni!                                                     | Yann Le Quellec       | França, Bèlgica             |
| Man kann nicht alles auf einmal tun, aber man kann alles auf einmal lassen | Marie-Elsa Sgualdo    | Suïssa                      |
| O umbra de nor                                                             | Radu Jude             | Romania                     |
| Pouco mais de um mês                                                       | André Novais Oliveira | Brasil                      |
| Que je tombe tout le temps?                                                | Eduardo Williams      | França                      |
| Solecito                                                                   | Oscar Ruiz Navia      | Colòmbia, França, Dinamarca |
| Swimmer                                                                    | Lynne Ramsay          | Regne Unit                  |

## Premis

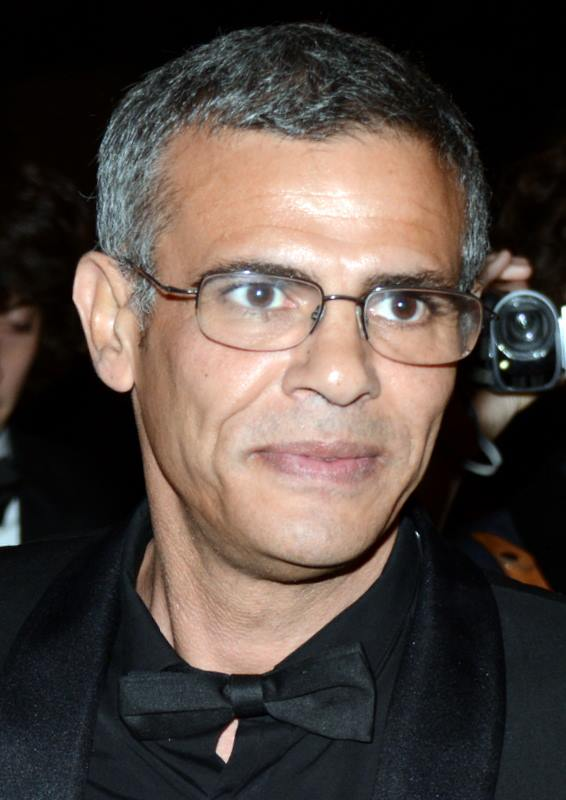
Abdellatif Kechiche, guanyador de la Palma d'Or

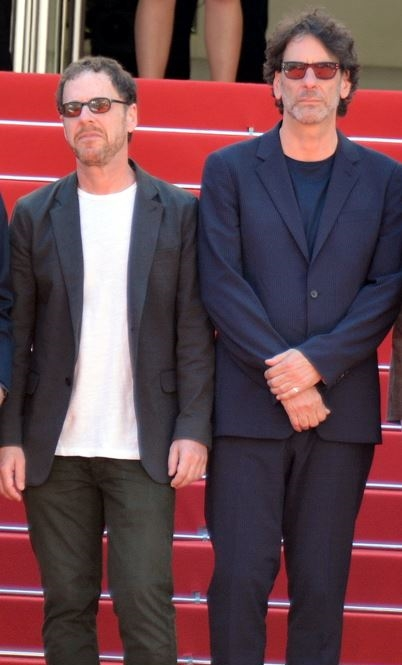
Joel i Ethan Coen, guanyadors del Grand Prix

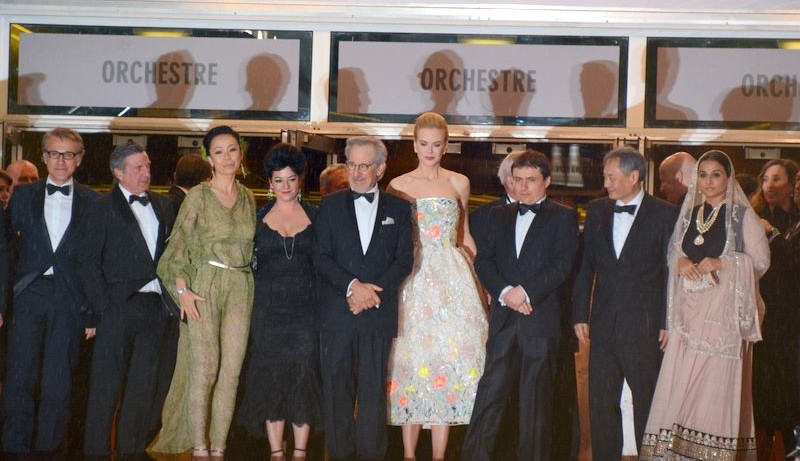
El jurat de la competició principal

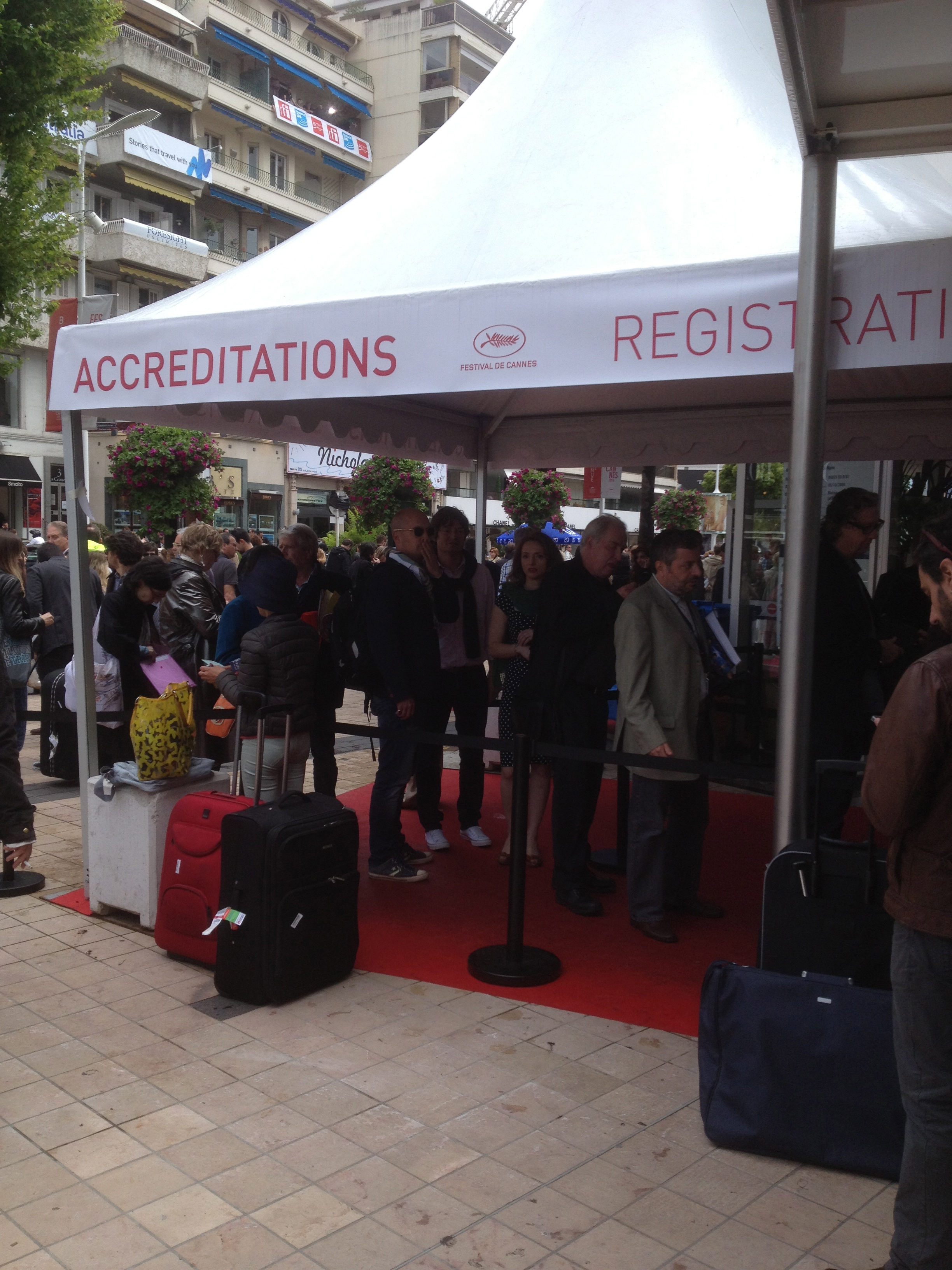
Tenda de registre i acreditació pel Festival de 2013

### Premis oficials
La pel·lícula francesa La vida d'Adèle, dirigida per Abdellatif Kechiche, va guanyar la Palma d'Or. En una primera votació, el jurat va decidir concedir la Palma d'Or a Kechiche i les actrius que protagonitzen la pel·lícula: Adèle Exarchopoulos i Léa Seydoux. La vida d'Adèle és una pel·lícula coming-on-age que narra la història d'una relació lesbiana entre una noia de 15 anys i una dona madura. Ha sorprès a alguns crítics amb les seves escenes de sexe gràfiques i controvertides. Un reporter de Radio France Internationale va afirmar que Kechiche hi retia tribut a la "revolució tunisiana" i al "dret a estimar lliurement" durant el discurs d'acceptació. El president del jurat, Steven Spielberg, va dir que ""ña pel·lícula és una gran història d'amor ... Hem estat absolutament encantats per les dues brillants joves actrius i per la forma en què el director va observar els seus joves actors." El Grand Prix fou atorgat als germans Coen per Inside Llewyn Davis, mentre que Bruce Dern i Bérénice Bejo rebien els premis al Millor actor i Millor actriu respectivament.
Els premis del festival de 2013 foren atorgats a:
En Competició
- Palma d'Or: La vida d'Adèle de Abdellatif Kechiche
- Palma d'Or Honorífica: Adèle Exarchopoulos i Léa Seydoux per La vida d'Adèle
- Grand Prix: Inside Llewyn Davis de Joel & Ethan Coen
- Millor director: Amat Escalante per Heli
- Millor guió: Jia Zhangke per Tiān zhùdìng
- Millor actriu: Bérénice Bejo per Le Passé
- Millor actor: Bruce Dern per Nebraska
- Premi del Jurat: Soshite Chichi ni Naru de Hirokazu Koreeda

Un Certain Regard
- Prix Un Certain Regard: L'image manquante de Rithy Panh[45]
- Premi especial del jurat Un Certain Regard: Omar de Hany Abu-Assad
- Un Certain Regard al Millor Director: Alain Guiraudie per L'Inconnu du lac
- Un Certain Regard a la Millor Pel·lícula: Fruitvale Station de Ryan Coogler
- A Certain Talent: Diego Quemada-Diez per La jaula de oro

Caméra d'Or
- Caméra d'Or – Ilo Ilo d'Anthony Chen

Cinéfondation
- 1r Premi: Needle d'Anahita Ghazvinizadeh
- 2n Premi: En attendant le dégel de Sarah Hirtt
- 3r Premi: În acvariu de Tudor Cristian Jurgiu

Curtmetratges
- Palma d'Or al millor curtmetratge: Safe de Moon Byoung-gon
- Distinció especial Ex aequo:
  - Hvalfjordur de Gudmundur Arnar Gudmundsson
  - 37°4 S d'Adriano Valerio

### Premis independents
Premis FIPRESCI
- La vida d'Adèle d'Abdellatif Kechiche (En Competició)[47]
- Dast-Neveshtehaa Nemisoozand de Mohammad Rasoulof (Un Certain Regard)
- Blue Ruin de Jeremy Saulnier (Quinzena dels Directors)

Premi Vulcan a l'Artista Tècnic
- Premi Vulcan: Antoine Héberlé (fotografia) per Grigris

Jurat Ecumènic
- Premi del Jurat Ecumènic: Le Passé d'Asghar Farhadi
- Premi del Jurat Ecumènic - Menció Especial: Miele de Valeria Golino & Soshite Chichi ni Naru de Hirokazu Koreeda

Premis en el marc de la Setmana Internacional de la Crítica
- Gran Premi Nespresso: Salvo de Fabio Grassadonia i Antonio Piazza
- France 4 Visionary Award: Salvo de Fabio Grassadonia i Antonio Piazza
- Menció Especial: Los dueños d'Agustín Toscano i Ezequiel Radusky
- Premi Discovery al curtmetratge: Come and Play de Daria Belova
- Premi Canal+ al curtmetratge: Pleasure de Ninja Thyberg

Premis en el marc de la Quinzena dels Directors
- Premi Art Cinema: Guillaume i els nois, a taula! de Guillaume Gallienne
- Prix SACD: Guillaume i els nois, a taula! de Guillaume Gallienne
- Europa Cinemas: The Selfish Giant de Clio Barnard
- Premier Prix Illy per direcció de curts: A Wild Goose Chase de Joao Nicolau
- Menció Especial: About a Month d'Andre Novais Oliveira

Association Prix François Chalais
- Prix François Chalais: Grand Central de Rebecca Zlotowski

Palma Queer del Jurat
- Premi Palma Queer: L'Inconnu du lac d'Alain Guiraudie

Jurat Palma Dog
- Premi Palma Dog: Baby Boy a Behind the Candelabra